# 福井大学の人物一覧
福井大学の人物一覧（ふくいだいがくのじんぶついちらん）は、福井大学に関係する人物の一覧記事。

## 著名な教職員
Category:福井大学の教員
- 黒田チカ（福井県師範学校女子部 理科教諭） - 日本最初の女性化学者
- 尾澤正毅（名誉教授） - 美術教育
- 福田優（名誉教授、学長） - 医学者
- 友田明美（教授） - 脳科学者
- 前園泰徳（大学院教育学研究科特命准教授） - 教育者、環境学者、赤とんぼの生態研究第一人者
- 若新雄純（産学官連携本部客員准教授） - 実業家、プロデューサー

## 著名な出身者
Category:福井大学出身の人物

### 政治

#### 元職国会議員
- 左藤章 - 衆議院議員、元内閣府副大臣、元防衛副大臣
- 岩井茂樹 - 東伊豆町長、元参議院議員、元国土交通副大臣兼内閣府副大臣兼復興副大臣

#### 地方政界
- 坪川信三 - 元建設大臣、福井市長。福井師範学校卒。
- 深澤義彦 - 鳥取市長、元鳥取市副市長

### 財界
- 勝丸桂二郎 - 富士通テン社長
- 酒井万喜夫 - 日本特殊塗料社長
- 藤永賢一 - ゲンキー創業者、Genky DrugStores社長

### 研究者・学者
- 若泉敬 - 国際政治学者、福井青年師範学校出身
- 東洋一 - 生物学者、福井県立大学名誉教授、福井県立恐竜博物館名誉顧問・元館長
- 川口衞 - 構造家、法政大学名誉教授、日本建築学会賞大賞
- 高島英幸 - 英語教育学者、東京外国語大学名誉教授
- 加藤和夫 - 言語学者、金沢大学名誉教授
- 清水建美 - 植物学者、金沢大学名誉教授
- 野地澄晴 - 生物学者、第13代徳島大学学長
- 野波健蔵 - ドローン研究者、千葉大学名誉教授・元副学長、自律制御システム研究所創業者・元CEO
- 岩井善郎 - トライボロジー研究者、福井大学名誉教授・元副学長、元日本トライボロジー学会副会長、大豊工業取締役

### 文学
- 山崎朋子 - ノンフィクション作家

### 芸術
- 土田ヒロミ - 写真家
- 坪口昌恭 - ミュージシャン
- 西山真一 - 洋画家。福井師範学校卒。

### マスコミ
- 松宮利佳 - 福井放送ディレクター
- 岡田健志 - ナレーター

この項目は、ウィキプロジェクト 大学のテンプレートを使用しています。